# Anthurium brevipedunculatum
Anthurium brevipedunculatum är en kallaväxtart som beskrevs av Michael T. Madison. Anthurium brevipedunculatum ingår i släktet Anthurium och familjen kallaväxter. Inga underarter finns listade.